# 킬러 유인원 가설
킬러 유인원 가설(영어: killer ape theory)은 사람 간의 적대행위나 전쟁이 인류의 진화를 이끈 힘이라고 하는 가설이다. 1950년대에 고인류학자인 레이먼드 다트를 단초로 하여 극작가 로버트 아드리의 1961년 《아프리카 창세기》로 전개되었다. 킬러 유인원 가설은 인류의 조상이 되는 영장류는 다른 종에 비해 공격적인 특징을 보이며, 이러한 공격성이 현생 인류에게도 내재되어 있다고 본다.
최근의 연구는 화석 자료의 해석 오류, 과거 보노보 등 침팬지 외의 유인원에 대한 연구가 부족했던 점 등을 이유로 킬러 유인원 가설을 기각하고 있다.

## 같이 보기
- 콩고 (1995년 영화)
- 곰베 침팬지 전쟁
- 사냥 가설